# Sakat Chauth
Sakat Chauth – hinduistyczne święto poświęcone bogu Ganeśi, który przynosi szczęście i usuwa wszelkie przeszkody. Tego dnia jego malowane posągi są obnoszone ulicami.